# Achafghi Ag Bohada
Achafghi Ag Bohada, né en 1967 à Tessalit au Mali, est un chef rebelle touareg.

## Biographie
Né en 1967 à Tessalit, Achafghi Ag Bohada est un Touareg du clan Irradjanatan, vassal des Ifoghas. Comme de nombreux autres Touaregs, il s'exile en Libye au cours des années 1980, puis il intègre l'armée malienne. 
Au début de la guerre du Mali, en 2012, il prend part à la bataille de Kidal sous les ordres du colonel-major El Hadj Ag Gamou. Après la défaite de l'armée et la prise de la ville de Kidal par les djihadistes et les rebelles, il prend part à la retraite sur le Niger. 
Cependant, à la fin de l'année, Achafghi Ag Bohada déserte et regagne la région de Kidal où il rejoint les rangs d'Ansar Dine. Après l'intervention militaire française début 2013, il devient le bras droit de Cheikh Ag Aoussa et le suit au sein du MIA, puis du HCUA.
Le 8 octobre 2016, Cheikh Ag Aoussa, chef de la branche militaire du HCUA, est tué par l'explosion d'une bombe et le 25 octobre, le HCUA désigne Achafghi Ag Bohada pour lui succéder.